# Rubus chamaemorus
A amora-ártica, também conhecida como amora-branca-silvestre ou framboesa-amarela (Rubus chamaemorus) é uma espécie de crescimento lento do género Rubus e que produz um fruto particularmente saboroso. O seu nome científico provém do grego chamai ("anã") e morus ("amora").
A amora-ártica atinge entre 10–25 cm de altura. As suas folhas são alternadas, frágeis, palmadas e dispõem-se em caules erectos sem ramos. depois da polinização, as suas flores brancas (por vezes com laivos avermelhados) formam amoras do tamanho de framboesas, unindo em si de 5 a 25 pequenas drupas, inicialmente de um vermelho pálido que se torna cor de  âmbar no início do outono.

## Distribuição
As amoras-brancas-silvestres são espontâneas no hemisfério norte entre os 55°N e os 78°N, dispersando-se a sul até aos 44°N, principalmente em áreas montanhosas. Na Europa e na Ásia, crescem nos países nórdicos, nas charnecas da Grã-Bretanha e Irlanda, nos países Bálticos e na Rússia setentrional oriental até ao Oceano Pacífico. Pequenas populações foram ainda encontradas mais a sul, como vestígio das eras glaciares, como nos vales alemães do Weser e do Elba, onde são protegidas por lei. Na América do Norte, existem no Canadá e no Alasca e, menos, no norte dos estados do Minnesota, New Hampshire, Maine, além da pequena população de Long Island, Nova Iorque.
Nascem em pântanos e outros terrenos alagadiços, como estuários, e requerem exposição solar e solo ácido (entre 3,5 e 5 de pH). Suportam facilmente temperaturas baixas (até menos de - 40 °C), mas são sensíveis ao sal e à falta de água.

## Propagação

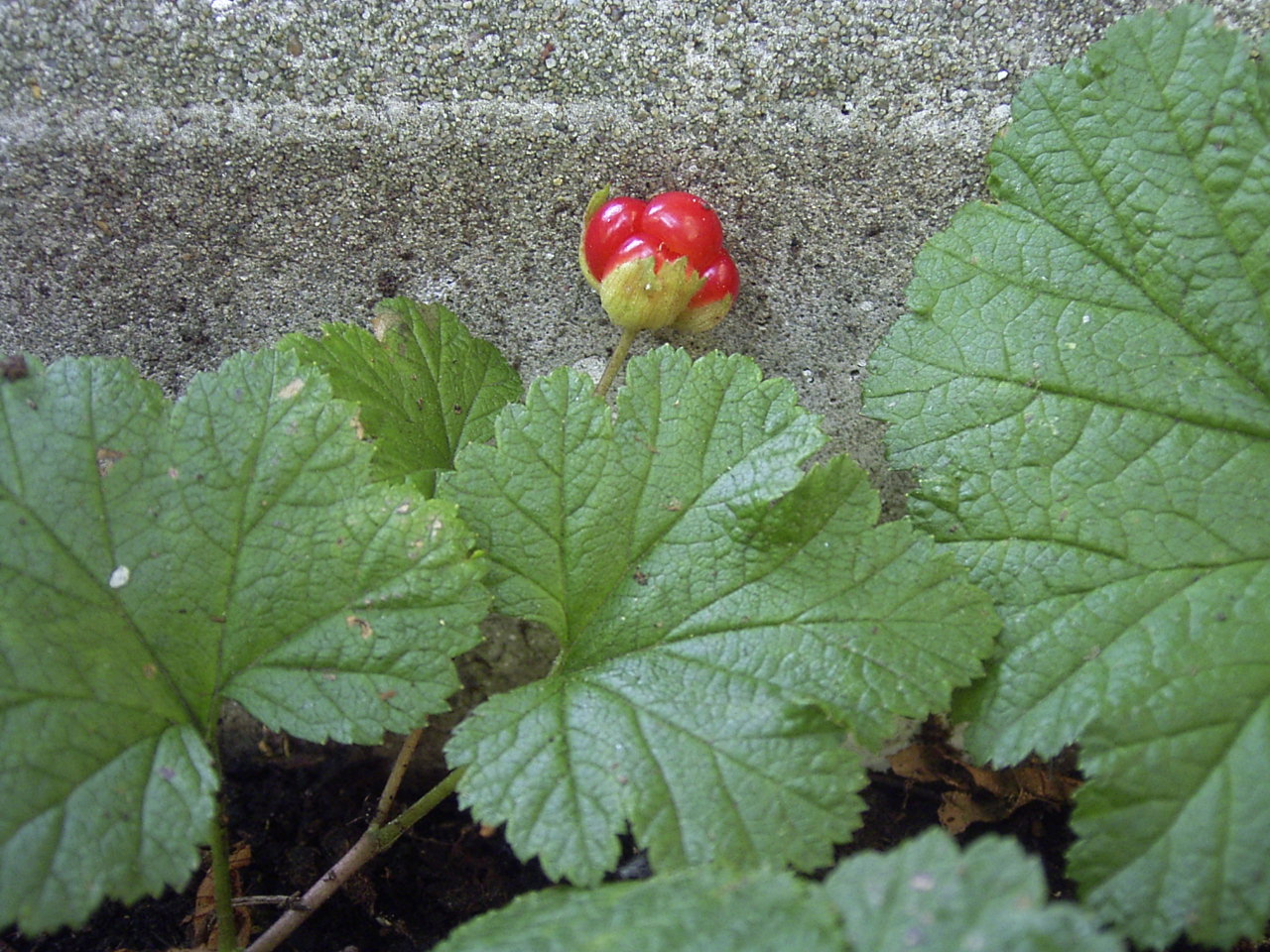
Amora-branca-silvestre, ainda em processo de maturação, e folhagem

Ao contrário de muitas espécies do género Rubus, a amora-branca-selvagem não procede à auto-polinização, havendo variedades masculinas e femininas (espécie dioica). A disseminação de sementes faz-se pelo consumo dos frutos por animais (principalmente aves) que eliminam as sementes, não digeríveis juntamente com as fezes. Também se propagam assexuadamente através de extensões do seu rizoma.
Apesar da procura cada vez maior no mercado das frutas silvestres, principalmente na Noruega, a amora-branca-silvestre é, essencialmente, uma planta silvestre.
Desde meados da década de 1990 que a amora-branca-silvestre é objecto do Projecto de Pesquisa "Northberry". O governo norueguês, em cooperação com a Finlândia, Suécia e Escócia, têm prosseguido o objectivo de incrementar a produção comercial de vários frutos silvestres. A Noruega importa cerca de 200 a 300 toneladas de amoras-brancas-silvestres por ano, da Finlândia. Desde 2002 que algumas cultivares estão à disposição de produtores agrícolas, principalmente as variedades "Apolto" (macho), "Fjellgull" (fêmea) e "Fjordgull" (fêmea). A planta é principalmente cultivada na região ártica, onde poucas espécies podem ser cultivadas - é o caso da costa setentrional da Noruega.

## Uso

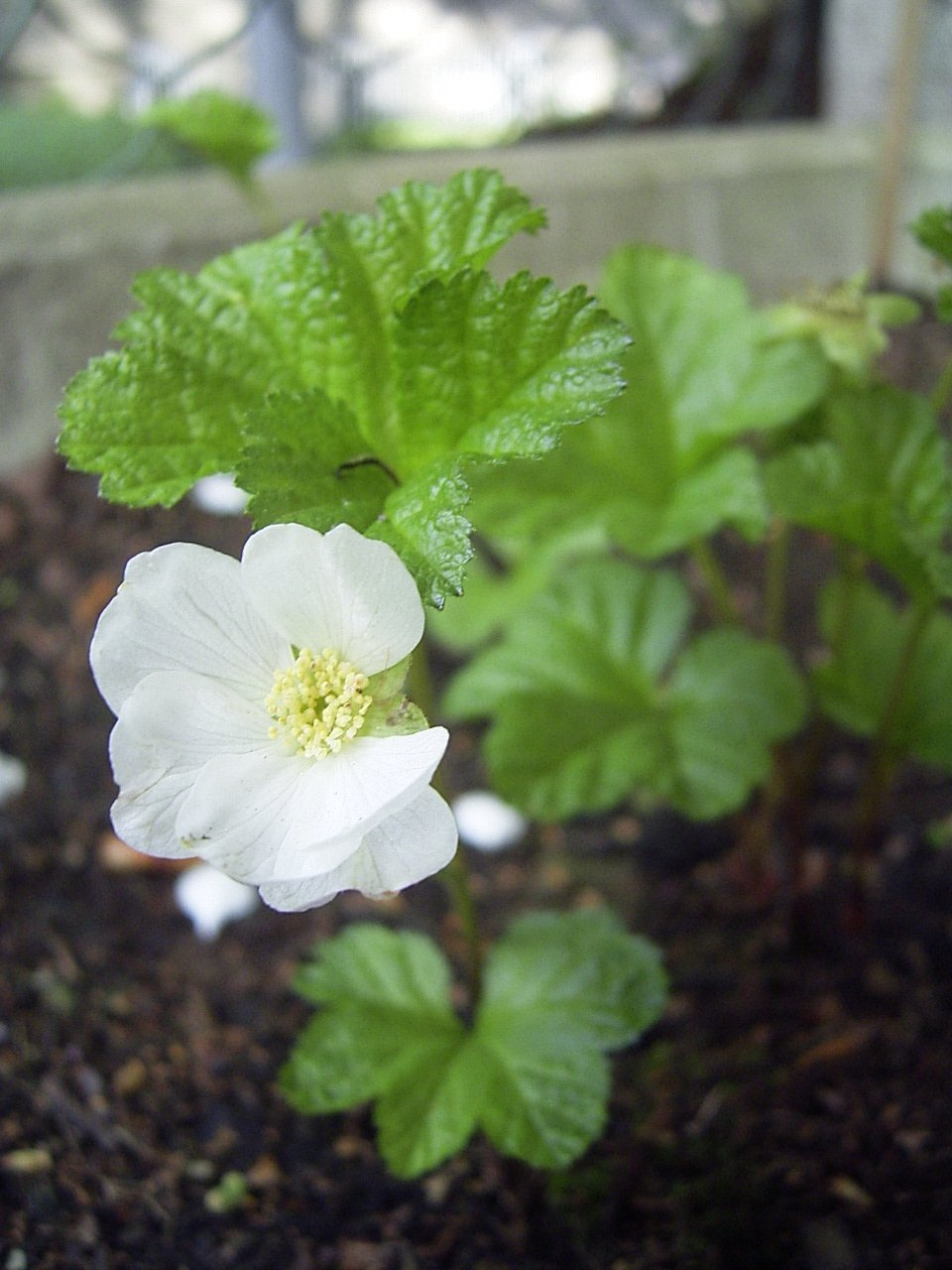
Flor

Os frutos maduros têm uma cor âmbar, amarelo-dourado, são suaves e suculentos. São particularmente ricos em vitamina C. Quando comidos frescos, têm um sabor picante distinto.

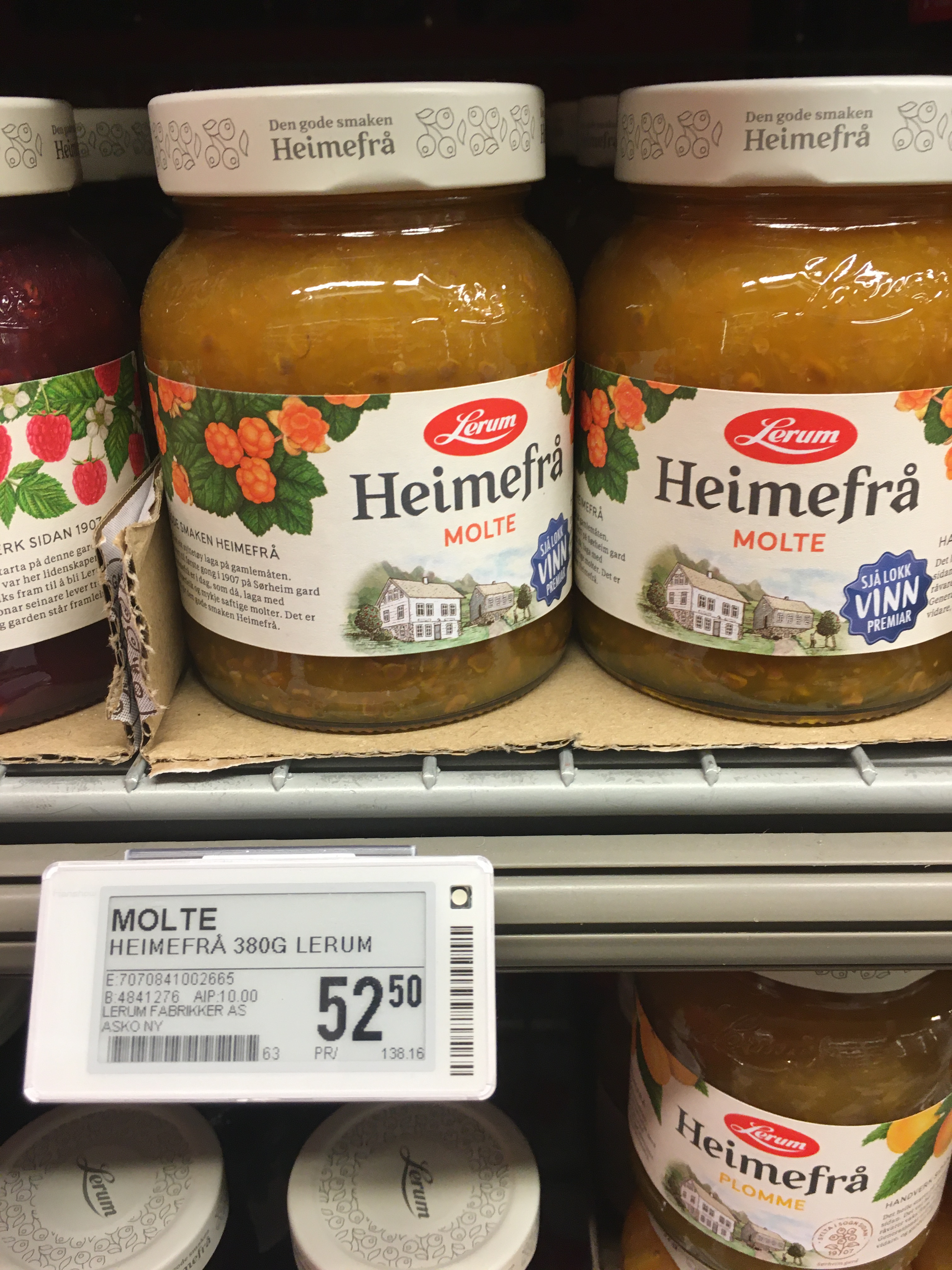
Compota de amora-ártica norueguesa

Na Noruega a compota da amora-ártica é muito popular ao pequeno-almoço, com iogurte, creme, bolos, tartes.
São usados na produção de compotas, sumos, tartes e licores. Na Finlândia são comidas com "Leipäjuusto" (um tipo de queijo regional) e muito açúcar. Na Suécia, são usadas em compotas ou coberturas em gelados. No Canadá também são usadas para compota, mas em menor escala que na Escandinávia.
Devido ao seu elevado conteúdo em vitamina C, o fruto é muito estimado por marinheiros nórdicos e pelos Inuit, como protecção contra o escorbuto. São ainda ricos em ácido benzoico que age como um conservante natural.
Na medicina tradicional escandinava, as folhas são utilizadas em chás, benéficos no caso de infecções do tracto urinário.
A planta serve ainda de alimento a algumas larvas de lepidópteros, como é o caso da traça-imperial.